# Кинотавр 2019
30-й Кинотавр проходил с 9 по 16 июня 2019 года.

## Жюри
- Константин Хабенский, актёр — председатель
- Алексей Айги, композитор
- Анжелика Артюх, киновед
- Резо Гигинеишвили, режиссёр
- Наталия Мещанинова, режиссёр
- Алишер Хамидходжаев, оператор
- Анна Чиповская, актриса

## Официальная программа

### Основной конкурс
- Sheena667, реж. Григорий Добрыгин
- Большая поэзия, реж. Александр Лунгин
- Бык, реж. Борис Акопов
- Верность, реж. Нигина Сайфуллаева
- Выше неба, реж. Оксана Карас
- Гроза, реж. Григорий Константинопольский
- Давай разведёмся, реж. Анна Пармас
- Керосин, реж. Юсуп Разыков
- Куратор, реж. Петр Левченко
- Люби их всех, реж. Мария Агранович
- Мысленный волк, реж. Валерия Гай Германика
- Мальчик русский, реж. Александр Золотухин
- Однажды в Трубчевске, реж. Лариса Садилова
- Сторож, реж. Юрий Быков
- Троица, реж. Ян Гэ

### Фильм открытия
- Одесса, реж. Валерий Тодоровский

### Фильм закрытия
- Француз, реж. Андрей Смирнов

## Призёры
- Главный приз: «Бык», реж. Борис Акопов
- Приз за лучшую режиссуру: Большая поэзия, реж. Александр Лунгин
- Приз за лучшую женскую роль: Виктория Толстоганова — Выше неба
- Приз за лучшую мужскую роль: Александр Кузнецов — Большая поэзия
- Приз за лучшую операторскую работу: Глеб Филатов — Бык
- Приз им. Г. Горина «За лучший сценарий»: Анна Пармас, Мария Шульгина, Елизавета Тихонова — Давай разведемся
- Приз им. М. Таривердиева «За лучшую музыку к фильму»: Игорь Вдовин — Мысленный волк
- Приз конкурса «Кинотавр. Дебют»: Давай разведемся, реж. Анна Пармас